# Pas de deux (film 2001)
Pas de deux – polski film krótkometrażowy z 2001 roku.

## Główne role
- Gabriela Kownacka – Anna Struziakowa
- Krzysztof Globisz – Józef Struziak
- Przemysław Chojęta – Wiktor Malec
- Małgorzata Sadowska – Ala, kochanka Struziaka
- Karol Stępkowski – Wacek
- Andrzej Szopa – rzeźnik
- Gabriela Czyżewska – Mariolka/baletnica
- Waldemar Czyszak – pan z kozą
- Andrzej Walden – pan z gęsią

## Fabuła
Małe miasteczko. Józef Stuziak jest weterynarzem. Ma żonę Annę, która go nudzi, więc spotyka się z kochanką. Pasją jego żony jest balet. Kiedyś Anna była tancerką, do dziś wspomina dawne czasy. Drażni go jej miłość do muzyki poważnej i ćwiczenie elementów baletu. Nagle do weterynarza na praktyki przybywa Wiktor Malec. Józef wykorzystuje jej obecność, by wymykać się z domu. Ona odnajduje w nim bratnią duszę i wciąga go w próby baletowe.